# 5105-ös mellékút (Magyarország)
Az 5105-ös mellékút egy bő 13 kilométer hosszú, négy számjegyű mellékút Bács-Kiskun vármegye nyugati részén; Dunaegyháza települést köti össze északi és déli szomszédaival, illetve az 51-es és 52-es főutakkal.

## Nyomvonala
Apostag déli külterületei között indul, az 51-es és az 513-as főutak találkozásánál épült körforgalmú csomópontból, az első métereit leszámítva nyugati irányban. Kevéssel a második kilométerének elérése előtt egy kereszteződéshez ér: észak felől, a település központja irányából beletorkollik az 51 143-as számú mellékút, melynek irányát követve az 5105-ös ott maga is délnek fordul. A 4+250-es kilométerszelvénye közelében hagyja el Apostag területét és lépi át Dunaegyháza északi határát.
A hatodik kilométere után nem sokkal kiágazik belőle délkelet felé egy számozatlan önkormányzati út, ez vezet Dunaegyháza központjába; maga az út a település lakott területének csak a nyugati részét érinti, ott halad végig Országút utca néven. 6,9 kilométer után kiágazik belőle északkeleti irányban az 51 142-es számú mellékút: ez végigvezet a község történelmi központján, illetve közvetlen összeköttetést biztosít a település számára az 51-es főút felé. Nagyjából 7,6 kilométer megtétele után hagyja el az út Dunaegyháza legdélebbi házait, s ugyanott egyben át is lép Solt területére.
9,7 kilométer után keresztezi az 52-es főutat, amely itt nagyjából 57,5 kilométer megtételén van túl, a keresztezést elhagyva délkeletnek folytatódik és hamarosan eléri a település első házait, melyek közt a Tél utca nevet veszi fel. Később egy szakaszon Árnyas utca, majd Posta utca a települési neve, így halad el – 12,3 kilométer után – az egykori Vécsey-kúria és annak terebélyes parkja mellett.
12,6 kilométer után éri el a város központját, ahol kiágazik belőle az 51 344-es számú mellékút, mely a ma már nem működő dunaföldvári komp egykori felhajtójához vezet; az út innen a Törley Bálint utca nevet veszi fel és kelet felé fordul. Kevéssel ezután keresztezi az 51-es főutat – az ott kialakult kiteresedés az Aranykulcs tér nevet viseli –, az utolsó szakaszára pedig északkeleti irányba fordul. Így ér véget, a városközpont északkeleti peremvidékén, beletorkollva az 52-es főútba, annak az 53+800-as kilométerszelvénye közelében.
Teljes hossza, az országos közutak térképes nyilvántartását szolgáló kira.gov.hu adatbázisa szerint 13,318 kilométer.

## Települések az út mentén
- (Apostag)
- Dunaegyháza
- Solt